# Countess Dracula
Countess Dracula (no Brasil: Condessa Drácula) é um filme Inglês de terror lançado em 1971 pela Hammer Films. O filme tem como base as lendas em torno da "Condessa de Sangue" Erzsébet Báthory. 

## Sinopse
Na Europa medieval, após a morte do marido, a envelhecida Condessa Elisabeth Nodosheen (Ingrid Pitt) começa a praticar atos hediondos contra jovens camponesas que vivem nas redondezas de seu castelo. A "Condessa Sangrenta" descobre ao acaso que o sangue de moças virgens tem o poder de restaurar sua juventude. Ela então convence o antigo amante a lhe trazer outras vítimas, tornando-se jovem novamente após banhar-se no sangue das camponesas. A condessa se envolve romanticamente com um soldado e se passa pela própria filha, enquanto a moça é mantida aprisionada num casebre. 

## Elenco
- Ingrid Pitt - Condessa Erzsébet Báthory
- Nigel Green - Capitão Dobi
- Sandor Elès - Tenente Imre Toth
- Maurice Denham - Master Fabio
- Patience Collier - Julie Szentes, a enfermeira
- Lesley-Anne Down - Ilona, a filha de Elisabeth
- Peter Jeffrey - Capitão  Balogh
- Leon Lissek - Sargento
- Jessie Evans - Rosa, a mãe de Teris
- Andrea Lawrence - Ziza, a prostituta
- Nike Arrighi - lésbica